# Alcea xanthochlora
Alcea xanthochlora är en malvaväxtart som beskrevs av Harald Harold Udo von Riedl. Alcea xanthochlora ingår i släktet stockrosor, och familjen malvaväxter. Inga underarter finns listade i Catalogue of Life.